# Zenon Korotkiewicz
Zenon Korotkiewicz (ur. 1847, zm. 6 marca 1904 w Krakowie) – doktor praw, powołany do służby przy c. k. Namiestnictwie w 1882 c.k. radca dworu i dyrektor policji w Krakowie, odznaczony Orderem Korony Żelaznej III klasy oraz Orderem Świętej Anny 2 klasy. Pochowany został w grobowcu rodzinnym na Cmentarzu Rakowickim (pas 12 rząd zachodni)